# Eat-Man
Eat-Man (イートマン?, Īto Man) è una serie manga creata da Akihito Yoshitomi nel 1996. È stata serializzata mensilmente sulla rivista Dengeki Comic Gao! della MediaWorks e in seguito riproposta in diciannove volumi tankōbon sino al 2003. Nel 1997 lo Studio Deen ha adattato il manga in una serie televisiva anime di dodici episodi, trasmessa in Giappone dal 9 gennaio al 27 marzo 1997 su TV Tokyo.
Un sequel, intitolato Eat-Man '98, sempre animato dallo Studio Deen, è stato trasmesso dall'8 ottobre al 23 dicembre 1998.
Il manga in Italia è stato pubblicato dalla Panini Comics a partire dal 1997, ma è stato interrotto al decimo volume dei 19 previsti mentre la prima serie anime è stata pubblicata interamente in DVD da Dynit.

## Trama
Ambientato in un mondo di un futuro non meglio specificato, caratterizzato da elementi cyber punk e fiabistici, Eat-Man è costituito da una serie di brevi episodi autoconclusivi che vedono protagonista un "avventuriero" (un tipo di lavoro mercenario) chiamato Bolt Crank. Bolt Crank è in grado di mangiare teoricamente qualunque materiale, benché abbia una preferenza per il metallo, per poi espellerlo dal braccio sotto diverse forme.

## Personaggi
Bolt Crank (ボルト・クランク?, Boruto Kuranku)
Doppiato da: Masashi Ebara (ed. giapponese), Stefano Billi (ed. italiana)
È il miglior "esploratore" del mondo. Nel manga, gli "esploratori" sono una specie di mercenari. Sebbene i mercenari nel manga svolgano qualsiasi tipo di lavoro, persino gli omicidi, gli esploratori dipendono da alcuni principi. Bolt ha un potere bizzarro, la capacità di mangiare qualsiasi cosa inorganica per poi ricrearla (anche riparando l'oggetto ingerito) da qualsiasi parte del suo corpo. L'oggetto di solito esce dalle braccia e dalle mani, ma a volte può essere creato in altre aree del corpo, come la testa, il petto o le gambe. Nel manga, è implicito che all'interno del corpo di Bolt ci sia in realtà uno spazio vuoto. Gli oggetti che ha consumato fluttuano in uno spazio apparentemente infinito, proprio come l'interno della tasca quadridimensionale di Doraemon. Uomo di poche parole, Bolt non mostra i suoi sentimenti e mantiene sempre la calma. Tuttavia, la sua personalità cinica e il suo atteggiamento "fai sempre il tuo lavoro" possono farlo sembrare un personaggio molto freddo e tenebroso ma, alla fine, trova sempre il modo di fare la cosa giusta. Non sembra mai guardare al passato o pentirsene in ogni caso. Sebbene il passato di Bolt sia rimasto un mistero per tutta la serie, alcune storie hanno fornito degli indizi riguardanti la sua storia, tra cui alcuni personaggi apparsi in vari episodi dell'anime. La fine della serie manga ha rivelato molto su chi e cosa sia Bolt, ma la sua esatta identità rimane ancora un mistero.
Aimie (エイミー?, Eimī)
Doppiata da: Sakiko Tamagawa (ed. giapponese)
Una detective e amica di vecchia data  di Bolt. È immortale per via degli esperimenti condotti su di lei da bambina in un laboratorio (in cui Bolt "lavorava") che stava cercando di creare dei superumani. Ha condotto numerose indagini su una serie di scienziati assassinati in quanto desidera vendetta contro coloro che l'hanno "creata".
Elena (エレナ?, Erena)
Una ragazza con il potere di generare elettricità dal suo corpo. È la sorella di Rivette e un tempo era la fidanzata di Leon.
Hard Wolf Star (ハード・ウルフスター?, Hādo Urufu Sutā)
Un altro esploratore con un forte senso della giustizia. I modi misteriosi di Bolt a volte lo rendono diffidente, facendogli credere che quest'ultimo sia un suo rivale e nemico. Tuttavia, Hard ammira Bolt come il più grande esploratore di tutti i tempi e cerca sempre di seguire le sue orme.
Leon Field (レオン・フィールド?, Reon Fīrudo)
Il sosia di Bolt, Leon fa capire di aver vissuto molto a lungo e, nonostante sia il suo doppio, non c'è nulla che possa confermare se sia in grado di utilizzare le abilità di Bolt. Leon si innamorò di Stella e dopo la sua morte progettò e riuscì a usare Bolt per farsi resuscitare come una macchina, con l'intenzione di vivere con Stella per tutta l'eternità. Per fare ciò, ha creato Teromea per parassitare Bolt e convincerlo a mangiarlo e ricrearlo.
Rain Boyer (レインボイヤー?, Rein Boiyā)
Nipote di un famoso esploratore di nome Boyer ed erede dell'onnipotente Boyer Sword. Sognava di diventare un'esploratrice come suo padre. Nel primo volume viene mostrata come una giovane ragazza con poca esperienza alla ricerca della famigerata spada. Più tardi nell'ottavo volume riappare come un'adulta ed ora è un'esploratrice molto abile con una piccola cotta per Bolt.
Rivette (リベット?, Ribetto)
Un'abile esploratrice con il potere di generare elettricità dal suo corpo, proprio come sua sorella. All'apparenza sembra molto cinica e interessata solo al denaro ma in realtà è alla ricerca di sua sorella Elena, rapita quando Rivette era solo una bambina.
Shadow (シャドウ?, Shadō)
Doppiato da: Hirotaka Suzuoki (ed. giapponese)
Un assassino con molto risentimento verso Leon a causa della sua relazione con Stella. Quando incontrò Bolt per la prima volta, lo scambiò per Leon e tentò di farlo soffrire ad ogni costo. Si è così spacciato per Bolt e ha ucciso numerose persone, diffamando il suo nome e rendendolo un ricercato in vari paesi. Sembra anche avere qualche tipo di abilità psichiche.
Stella (ステラ?, Sutera)
Una donna follemente innamorata di Leon. In realtà era una ginoide creata da lui, ma è impazzita quando questi si è suicidato. Aveva in programma di convertire tutti gli umani in macchine, con l'intenzione di porre fine alla mortalità e ha eseguito degli esperimenti contorti per raggiungere questo obiettivo. Alla fine ha deciso di vivere con Leon risorto come una macchina per l'eternità.
Teromea (テロメア?, Teromea)
Una macchina parassita creata da Leon. Ha indotto Bolt a mangiarla, e poi ha vissuto nel corpo di quest'ultimo come un parassita, infastidendolo costantemente. Il suo obiettivo finale era quello di resuscitare Leon e convincere Bolt a fare la sua parte nel suo piano. La resurrezione coinvolse Teromea che mangiò Leon e usò i poteri di Bolt per ricrearlo. In seguito muore per mano di Bolt quando completa la sua missione di fermare Stella. Ha poteri molto simili a quelli di Bolt, che gli permettono di mangiare e ricreare macchine.
Eurydice (エウリュディケー?, Euryudikē)
Una ragazza hacker, si è definita la "specialista numero uno di computer". Ha aiutato Bolt in molte avventure, ottenendo informazioni e collegando quest'ultimo attraverso reti di realtà virtuale.

## Media

### Manga
Il manga, scritto e disegnato da Akihito Yoshitomi, è stato serializzato dal 27 gennaio 1996 al 26 luglio 2003 sulla rivista Dengeki Comic Gao! edita da MediaWorks. I vari capitoli sono stati poi raccolti in diciannove volumi tankōbon pubblicati dal 13 dicembre 1996 al 27 settembre 2003.
Un sequel intitolato Eat-Man: The Main Dish ad opera dello stesso autore è stato serializzato dal 26 maggio 2014 al 26 giugno 2019 sulla testata Monthly Shōnen Sirius edita Kōdansha. I capitoli sono stati successivamente riuniti in sei volumi tankōbon pubblicati dal 9 ottobre 2014 all'8 agosto 2019.
In Italia la prima serie è stata pubblicata da Panini Comics sotto l'etichetta Planet Manga nella Collana Japan dall'ottobre 1997 al giugno 1999, interrompendosi al decimo volume.

#### Volumi
| Eat-Man (19 volumi)               | |                        |               |
| 1                                 | 13 dicembre 1996 | ISBN 4-07-305461-9     | ottobre 1997  |
| 2                                 | 14 marzo 1997 | ISBN 4-07-305969-6     | dicembre 1997 |
| 3                                 | 27 giugno 1997 | ISBN 4-07-306495-9     | febbraio 1998 |
| 4                                 | 27 settembre 1997 | ISBN 4-07-306992-6     | aprile 1998   |
| 5                                 | 27 marzo 1998 | ISBN 4-07-308442-9     | agosto 1998   |
| 6                                 | 27 giugno 1998 | ISBN 4-07-309192-1     | ottobre 1998  |
| 7                                 | 27 settembre 1998 | ISBN 4-07-309915-9     | dicembre 1998 |
| 8                                 | 16 dicembre 1998 | ISBN 4-07-310580-9     | febbraio 1999 |
| 9                                 | 27 marzo 1999 | ISBN 4-07-311467-0     | aprile 1999   |
| 10                                | 27 settembre 1999 | ISBN 4-8402-1328-3     | giugno 1999   |
| 11                                | 27 marzo 2000 | ISBN 4-8402-1506-5     | —             |
| 12                                | 27 settembre 2000 | ISBN 4-8402-1674-6     | —             |
| 13                                | 27 marzo 2001 | ISBN 4-8402-1785-8     | —             |
| 14                                | 27 settembre 2001 | ISBN 4-8402-1963-X     | —             |
| 15                                | 27 marzo 2002 | ISBN 4-8402-2087-5     | —             |
| 16                                | 27 marzo 2002 | ISBN 4-8402-2088-3     | —             |
| 17                                | 27 settembre 2002 | ISBN 4-8402-2207-X     | —             |
| 18                                | 27 marzo 2003 | ISBN 4-8402-2346-7     | —             |
| 19                                | 27 settembre 2003 | ISBN 4-8402-2479-X     | —             |
| Eat-Man: The Main Dish (6 volumi) | |                        |               |
| 1                                 | 9 ottobre 2014 | ISBN 978-4-06-376498-7 | —             |
| 1                                 | Capitoli (traduzioni letterali dei titoli) - ACT-1. "BOLT CRANK" (「ＢＯＬＴ ＣＲＡＮＫ」?) - ACT-2. "Amico del deserto" (「砂漠の友人」?, `Sabaku no yūjin') - ACT-3. "Il ragazzo e Bolt" (「少年とボルト」?, `Shōnen to Boruto') - ACT-4. "La vecchia moneta" (「セオルドのコイン」?, `Seorudo no koin') |                        |               |
| 2                                 | 9 aprile 2015 | ISBN 978-4-06-376543-4 | —             |
| 2                                 | Capitoli (traduzioni letterali dei titoli) - ACT-5. "Parapioggia" (「雨宿り」?, `Amayadori') - ACT-6. "NOT EAT" (「NOT EAT」?) - ACT-7. "HERO" (「HERO」?) - ACT-8. "PHANTOM" (「PHANTOM」?) - ACT-9. "VISITOR" (「VISITOR」?) - ACT-10. "In un mondo diverso" (「異世界にて」?, `Isekai nite') |                        |               |
| 3                                 | 9 ottobre 2015 | ISBN 978-4-06-376575-5 | —             |
| 3                                 | Capitoli (traduzioni letterali dei titoli) - ACT-11. "BOYHOOD" (「BOYHOOD」?) - ACT-12. "Città marittima THE FIRST PART" (「海上都市 THE FIRST PART」?, `Kaijō toshi THE FIRST PART') - ACT-13. "Città marittima THE LATTER PART" (「海上都市 THE LATTER PART」?, `Kaijō toshi THE LATTER PART') - ACT-14. "Surprise" (「サプライズ」?, `Sapuraizu') - ACT-15. "La premonizione di un'avventura" (「冒険の予感」?, `Bōken no yokan') |                        |               |
| 4                                 | 8 giugno 2018 | ISBN 978-4-06-511628-9 | —             |
| 5                                 | 9 gennaio 2019 | ISBN 978-4-06-514073-4 | —             |
| 6                                 | 8 agosto 2019 | ISBN 978-4-06-516574-4 | —             |

### Anime
Una serie anime di dodici episodi è stata trasmessa da TV Tokyo nel 1997 ed è stata scritta e diretta da Kōichi Mashimo e animata da Studio Deen. La serie presentava la musica composta da Yuki Kajiura e questo segnò la prima collaborazione in assoluto tra quest'ultima e Mashimo, i quali sarebbero tornati a lavorare insieme a molti altri progetti negli anni successivi. La sigla iniziale è Chiisana koi no Melody (小さな恋のメロディ?, Chīsana koi no Merodi) cantata da King-Show mentre quella di chiusura è Walk This Way cantata delle FIELDS. La serie è liberamente basata sul manga lasciando Bolt Crank, doppiato da Masashi Ebara nell'edizione originale e da Stefano Billi in quella italiana, come protagonista e mantenendo la valuta immaginaria di Lido.
L'anno successivo è uscita una seconda serie di dodici episodi, Eat Man '98, ancora una volta animata da Studio Deen e con Ebara che riprende il ruolo di Bolt Crank, ma sotto la nuova direzione di Toshifumi Kawase. Le sigle d'apertura e chiusura sono rispettivamente Burning Blue e Tabibito cantate entrambe da Magic.
In Italia è uscita solamente la prima serie edita da Dynit in DVD dall'11 aprile al 24 luglio 2003. Il doppiaggio è stato svolto presso lo Studio P.V. di Milano sotto la direzione di Massimo Giuliani e con l'assistenza di Mary Valles. La traduzione è stata curata da Alessandro Settimi mentre l'adattamento da Paolo Sala.

#### Eat-Man
| Nº | Titolo italiano Giapponese 「Kanji」 - Rōmaji                   | In onda          | In onda               |
| Nº | Titolo italiano Giapponese 「Kanji」 - Rōmaji                   | Giapponese       | Italiano (home video) |
| 1  | Mura di vetro 「ガラスの壁」 - Garasu no kabe                   | 9 gennaio 1997   | 11 aprile 2003        |
| 2  | Creature in via di estinzione 「滅びゆく者」 - Horobi yuku mono | 16 gennaio 1997  | 11 aprile 2003        |
| 3  | La stanza dell'appuntamento 「約束の部屋」 - Yakusoku no heya   | 23 gennaio 1997  | 11 aprile 2003        |
| 4  | Solidarietà tra colleghi 「同業のよしみ」 - Dōgyō no Yoshimi    | 30 gennaio 1997  | 20 giugno 2003        |
| 5  | La pioggia e poi... 「雨、そのあと」 - Ame, sono ato            | 6 febbraio 1997  | 20 giugno 2003        |
| 6  | La finestra del gene 「遺伝子の窓」 - Idenshi no mado           | 13 febbraio 1997 | 20 giugno 2003        |
| 7  | Il cimitero della tentazione 「誘惑の墓場」 - Yūwaku no hakaba  | 20 febbraio 1997 | 11 luglio 2003        |
| 8  | Silenzio di ghiaccio 「氷柱の沈黙」 - Tsurara no chinmoku       | 27 febbraio 1997 | 11 luglio 2003        |
| 9  | Un cielo distante 「孤高の空」 - Kokōnosora                     | 6 marzo 1997     | 11 luglio 2003        |
| 10 | Frammento di sogno 「夢のかけら」 - Yume no kakera              | 13 marzo 1997    | 24 luglio 2003        |
| 11 | Paradiso 「楽園」 - Rakuen                                      | 20 marzo 1997    | 24 luglio 2003        |
| 12 | Infiniti giorni a seguire 「無限の翌日」 - Mugen no yokujitsu   | 27 marzo 1997    | 24 luglio 2003        |

#### Eat-Man '98
| Nº | Titolo italiano (traduzione letterale) Giapponese 「Kanji」 - Rōmaji                    | In onda          | In onda |
| Nº | Titolo italiano (traduzione letterale) Giapponese 「Kanji」 - Rōmaji                    | Giapponese       |         |
| 1  | BYE BYE AIMIE (prima parte) 「BYE BYE AIMIE （前編）」 - BYE BYE AIMIE (zenpen)         | 7 ottobre 1998   |         |
| 2  | BYE BYE AIMIE (seconda parte) 「BYE BYE AIMIE （後編）」 - BYE BYE AIMIE (kōhen)        | 14 ottobre 1998  |         |
| 3  | Il miglior avventuriero del mondo 「世界一の冒険屋」 - Sekaiichi no bōken-ya            | 21 ottobre 1998  |         |
| 4  | BODY GUARD 「BODY GUARD」 - BODY GUARD                                                  | 28 ottobre 1998  |         |
| 5  | AMBROSIAN DAYS Part One 「AMBROSIAN DAYS Part One」 - AMBROSIAN DAYS Part One           | 4 novembre 1998  |         |
| 6  | AMBROSIAN DAYS Part Two 「AMBROSIAN DAYS Part Two」 - AMBROSIAN DAYS Part Two           | 11 novembre 1998 |         |
| 7  | AMBROSIAN DAYS Part Three 「AMBROSIAN DAYS Part Three」 - AMBROSIAN DAYS Part Three     | 18 novembre 1998 |         |
| 8  | AMBROSIAN DAYS the FINAL 「AMBROSIAN DAYS the FINAL」 - AMBROSIAN DAYS the FINAL        | 25 novembre 1998 |         |
| 9  | MEGA MIX (prima parte) 「MEGA MIX （前編）」 - MEGA MIX (zenpen)                        | 2 dicembre 1998  |         |
| 10 | MEGA MIX (seconda parte) 「MEGA MIX （後編）」 - MEGA MIX (kōhen)                       | 9 dicembre 1998  |         |
| 11 | Il sogno di un pagliaccio (prima parte) 「道化の夢 （前編）」 - Dōke no yume (zenpen)   | 16 dicembre 1998 |         |
| 12 | Il sogno di un pagliaccio (seconda parte) 「道化の夢 （後編）」 - Ddōke no yume (kōhen) | 23 dicembre 1998 |         |

## Accoglienza
Sebbene il manga sia stato un successo, la serie anime di dodici episodi prodotta da Studio Deen è stata molto criticata dai fan del manga per via delle grandi differenze tra il manga e l'anime. Quasi tutti gli elementi fantasy sono stati rimossi dalla versione animata, lasciando solo un mondo futuristico. La personalità di Bolt Crank venne resa molto diversa da quella della sua controparte cartacea. Il Bolt dell'anime mostrava più sentimenti, odiava la sua vita da esploratore e desiderava essere una persona normale. Il cristallo magico apparso nella sigla d'apertura, i monoliti di vetro, la nave sempre fluttuante conosciuta come "LAVION" e il sogno dell'aldilà nell'undicesimo episodio non sono mai stati spiegati, creando un'atmosfera molto bizzarra e astratta. La maggior parte degli episodi si è conclusa con domande senza risposta. Justin Sevakis di Anime News Network ha definito la serie molto bizzarra e interessante e ha elogiato la musica di Yuki Kajiura. Per via dell'insoddisfazione dei fan, un anno dopo è stata pubblicata una nuova stagione anime con il titolo di Eatman '98, dove la maggior parte degli episodi erano basati direttamente sui capitoli del manga.
Chris Beveridge recensì la serie Eat-Man '98 affermando che gli era piaciuta molto a tal punto da ordinare la colonna sonora e i volumi del manga originale, sostenendo che fin dalla sigla d'apertura era rimasto incuriosito. Gradì molto la musica e perciò decise di non saltare le sigle durante la visione dell'opera. La musica d'ambiente usata in ciascuno degli episodi lo aveva letteralmente conquistato abbastanza velocemente. La serie non presentava una trama coerente, dato che alcune puntate erano autoconclusive mentre altre si svolgevano a coppie di due o di quattro. Questa sua peculiarità gli ricordò abbastanza le serie vagabondanti degli anni '70 trasmesse negli Stati Uniti come ad esempio L'incredibile Hulk. Il recensore ritenne che la formula del protagonista tranquillo e meditabondo che viaggiava alla ricerca di qualcosa e che a volte rimaneva coinvolto in controverse locali era stata usata abbastanza bene. Un episodio in particolare che lo colpì fu il quarto intitolato BODY GUARD per via della sua sceneggiatura. Bolt era un protagonista misterioso e il mondo in cui abitava era decisamente un posto strano che intervallava luoghi tecnologicamente avanzati ad altri più rurali. Fu apprezzato il fatto che Bolt dovesse mangiarsi le armi dei suoi nemici così come i suoni utilizzati quando mangiava i bulloni e le viti. Non era sicuramente una serie per tutti e la sconsigliò a chi fosse alla ricerca di una trama solida per tutta la sua durata assieme allo sviluppo del personaggio in quanto ne sarebbe rimasto deluso. Tuttavia chi stava cercando qualcosa di insolito con un'ottima recitazione vocale e una meravigliosa qualità video, allora la poteva considerare un vero affare.